# Stazione di Coira Città Vecchia
La stazione di Coira Città Vecchia (in tedesco Chur Altstadt, già in tedesco Chur Stadt) è una fermata ferroviaria della linea Coira-Arosa, a servizio del quartiere di Altstadt della capitale dei Grigioni.
È gestita dalla Ferrovia Retica (RhB).

## Storia
La fermata ebbe il nome di in tedesco Chur Stadt fino al cambio d'orario di dicembre 2018, quando fu ribattezzata in tedesco Chur Altstadt con riferimento al vicino quartiere del centro storico di Coira.

## Strutture e impianti
L'impianto è situato lungo la Plessurquai, il lungofiume a fianco del Plessur, sul tratto in sede promiscua della ferrovia Coira-Arosa che si trova all'interno del territorio comunale di Coira.
Il piazzale è composto dal solo binario di corsa della linea ferroviaria. La banchina per garantire l'accesso all'utenza è il marciapiede del lungofiume, mentre una pensilina in metallo protegge i viaggiatori in attesa.

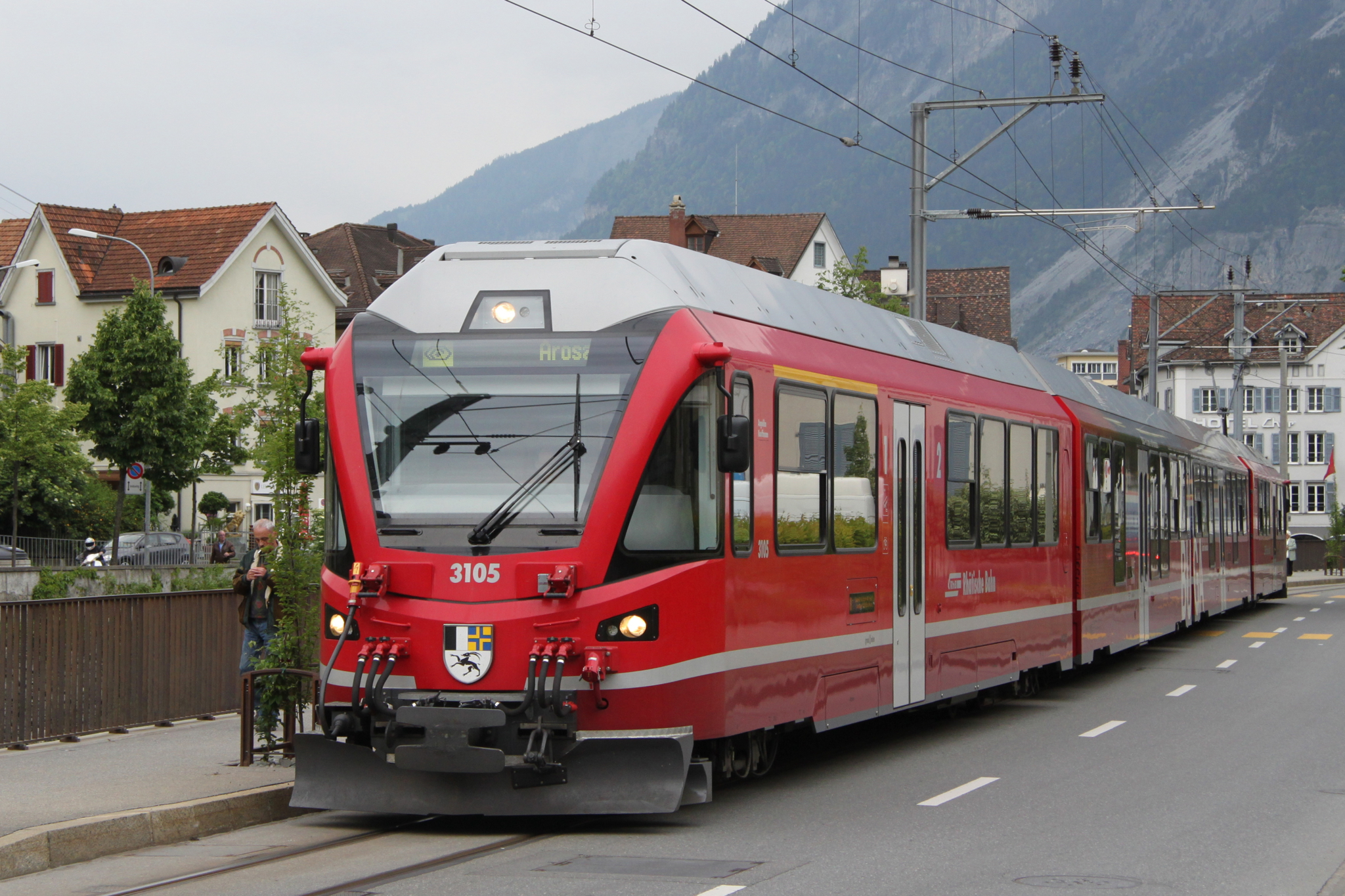
Un ABe 4/16 della RhB in sosta presso la fermata

## Movimento
Si tratta di una fermata a richiesta, servita dai treni regionali Coira-Arosa i quali sono eserciti dalla Ferrovia Retica con cadenzamento a frequenza oraria.

## Servizi
- Biglietteria automatica